# Enrique Gil Calvo
Enrique Gil Calvo (Osca, 1946) és un sociòleg espanyol, catedràtic de la Universitat Complutense de Madrid.

## Biografia
Llicenciat i doctorat en sociologia per la Universitat Complutense de Madrid, amb premi extraordinari i número 1 de la primera promoció, és catedràtic de sociologia a la Universitat Complutense de Madrid. S'ha especialitzat en sociologia política i en sociologia de l'edat, el gènere i la família. També col·labora al diari El País. En 1998 es va querellar contra ell Telefónica per un article d'opinió sobre el paper de l'empresa en l'anomenada "guerra digital". La querella finalment fou sobresseïda.
En 1977 va rebre el Premi Anagrama d'Assaig per Lógica de la libertad. El 1988 va rebre el Premi San Patricio de'Assaig per Función de toros. En 1990 va obtenir el premi Joan Mañé i Flaquer atorgat pel Centre d'Iniciatives i Turisme de Torredembarra. En 1991 fou guardonat amb el Premi Espasa d'assaig per Estado de fiesta, una anàlisi sobre la dimensió política de les festes. En 2006 va obtenir Premi Internacional d'Assaig Jovellanos per La ideología española, on critica el sistema polític de la transició espanyola perquè hi regeix l'incivisme i la crispació.

## Obres
- Lógica de la libertad (1977)
- Función de toros (1988)
- Estado de fiesta (1991)
- La mujer cuarteada (Anagrama, Barcelona,1991)
- El destino: progreso, albur y albedrío (Paidós, Barcelona, 1995)
- El nuevo sexo débil (Temas de Hoy, Madrid, 1997)
- Medias miradas (Anagrama, Barcelona, 2000)
- Nacidos para cambiar (Taurus,Madrid, 2001)
- El poder gris (Mondadori, Barcelona, 2003)
- El miedo es el mensaje (Alianza, Madrid, 2003)
- Máscaras masculinas (Anagrama, Barcelona, 2006)
- La ideología española (2006)
- La lucha política a la española (Taurus, Madrid, 2008)
- Crisis crónica (Alianza, Madrid,2009).